# Henry Potonié
Henry Potonié (ur. 16 listopada 1857 w Berlinie, zm. 28 listopada 1913 tamże) – niemiecki paleobotanik. W nazwach systematycznych opisanych przezeń taksonów używa się pełnego nazwiska, Potonié.

## Życiorys
Był synem paryskiego pisarza Edmonda Potonié i Marii Sievers, córki malarza Johannesa Sieversa. Studiował botanikę i geologię na Uniwersytecie Fryderyka Wilhelma w Berlinie, doktoryzował się na podstawie dysertacji Über die Zusammensetzung der Gefäßbündel bei den Gefäßkryptogamen. Od 1880 roku pracował w Ogrodzie i Muzeum Botanicznym, a później w Instytucie Geologicznym (Geologischen Landesanstalt ) i w Akademii Górniczej w Berlinie. Od 1902 roku członek Niemieckiej Akademii Przyrodników Leopoldina (niem. Deutsche Akademie der Naturforscher Leopoldina). Uczył paleobotaniki i geologii węgla. Napisał podręcznik paleobotaniki, Lehrbuch der Pflanzenpaläontologie. Jego synem był Robert Potonié (1889–1974), również paleobotanik.

## Wybrane prace
- Lehrbuch der Paläobotanik. Berlin: Borntraeger, 1921, 2. Aufl. / umgearb. von W. Gothan
- Die Steinkohle, ihr Wesen und Werden. Leipzig: Ph. Reclam jun., 1921
- Die Entstehung der Steinkohle und der Kaustobiolithe überhaupt (wie des Torfs, der Braunkohle, des Petroleums usw.). Berlin: Borntraeger, 1920, 6. Aufl. / durchges. von W. Gothan
- Paläobotanische Praktikum. Berlin: Borntraeger, 1913
- Naturphilosophische Plaudereien. Jena: Fischer, 1913
- Die rezenten Kaustobiolithe und ihre Lagerstätten. Berlin: geol. Landesanst.